# Luc Mishalle
Luc Mishalle (Antwerpen, 1953) is een Belgische jazzsaxofonist, -componist en orkestleider, die participatieve interculturele muziekprojecten ontwerpt en leidt, die verschillende sociale groepen bij elkaar brengen.

## Biografie
Mishalle, die bewust afzag van een academische opleiding tot musicus, werkt sinds 1973 als musicus en componist bij onafhankelijke theatergroepen als Welfare State International, Emergency Exit Arts, Dogtroep of Internationale Nieuwe Scène. Onder invloed van Fred Van Hove en de Werkgroep Improviserende Musici speelde hij eind jaren 1970 op freejazz en elektronisch georiënteerde avant-garde muziek in een trio met Paul Geladi en Luc Steels. Tot 1983 maakte hij ook deel uit van de Nederlandse jazzband Fanfare St. Juttemis, met wie hij twee albums opnam.
Mishalle werkt sinds 1984 bij MET-X, een muziekhuis dat sinds 1982 in Brussel gevestigd is. Sinds 1998 is hij daar artistiek directeur. Daar houdt hij zich voornamelijk bezig met de muziek van culturele minderheden en richtte wereldmuziekbands op als Belçikal, Raï Express en Marakbar, die ook op Europees niveau succesvol optraden. Sinds 1988 was hij tien jaar lid van het Belgische Blindman Kwartet, met wie hij twee albums uitbracht. Daarnaast leidde hij de groep Galileo's Left Wing, die tot 2000 bestond en ook in Duitsland optrad met zijn World Jazz. Af en toe werkte hij met het Ictus Ensemble. Hij regisseerde ook de multiculturele bigband Al-Harmoniah. Marockin' Brass, die hij initieerde, was in 2015 op tournee met Trevor Watts en Adama Dramé. In 2017 speelde hij met Paul Vlaeminck, Peter Jacquemyn, Mike Goyvaerts en Ivo Vander Borght in het ensemble van de Werkgroep Improviserende Musici.
In 2017 kende de European Cultural Foundation Mishalle de ECF Princess Margriet Prize for Culture 2017 toe. Hij is zeer actief in zijn lokale gemeenschappen en werkt samen met mensen uit verschillende culturen om manieren te vinden die leiden tot nieuwe vormen van sociale betrokkenheid.